# Eublemma eremochroa
Eublemma eremochroa là một loài bướm đêm trong họ Erebidae.